# Sphenomorphus variegatus
Sphenomorphus variegatus — вид сцинкоподібних ящірок родини сцинкових (Scincidae). Мешкає в Індонезії і на Філіппінах.

## Поширення і екологія
Sphenomorphus vanheurni мешкають на Сулавесі та на півдні Філіппінського архіпелагу. Вони живуть у вологих і сухих рівнинних і гірських тропічних лісах, на висоті до 1200 м над рівнем моря.